# 334

## Събития
- В кратка латинска хроника се споменава, че българите (vulgares) са произлезли от Зиези, син на Ной и са един от 25-те народа живеещи на изток. Това е първото споменаване на българите като отделен народ.